# EE-T1 Osório
El EE-T1 Osório fue un prototipo brasileño de un carro de combate para ser producido localmente. 
Se le llamó Osório en honor a Manuel Luis Osório, considerado el patrono del arma de caballería del Ejército Brasileño. 
Se desarrolló como una iniciativa privada financiada por la firma de equipos militares Engesa, contando desde el inicio del proyecto con muy poco apoyo del gobierno brasileño.
La intención era que se vendiera por primera vez a los países del mundo árabe y otras naciones del continente americano, para lanzar la producción y permitir que el Ejército Brasileño pusiera más tarde sus propias órdenes sin tener que financiar los costes del desarrollo; se intentó vender sin éxito total al Gobierno Saudí debido a sucesos macro-políticos, eventos funestos como la Guerra del Golfo y la presión política de los Estados Unidos. 
El fracaso del proyecto llevaría a la desaparición del fabricante, y el tanque no fue visto en acción por el Ejército Brasileño salvo por unas escasas unidades de demostración. 
Actualmente hay un proyecto para revivir su fábrica y posteriormente su producción, del cual no hay declaraciones concretas aún.

## Contexto inicial
Durante los años 70 y 80, la firma Engesa se había labrado una reputación muy buena, sus 2 productos insignia, el EE-09 Cascavel y el EE-11 Urutu gozaban de mucha fama dentro del mundo árabe por su robustez, fiabilidad y operación a bajo coste, este éxito motivó a la firma a emplear sus recursos en un carro de combate principal que lograra cubrir las necesidades del Ejército Brasileño que en esos años operaba al viejo tanque ligero M41 Walker Bulldog, en este apartado debía competir con otro carro de combate hecho en Brasil, el MB-3 Tamoyo desarrollado por Bernardini, y por otro lado que también estuviese destinado al mercado de exportación, el que detonó esta última premisa fue el gobierno de Arabia Saudita qué, por iniciativa del ejército a comienzos de los años 80, buscaba reemplazar a sus AMX-30, el elegido fue el Leopard 2 alemán, sin embargo los alemanes se negaron a vender tanques a países que no estuvieran dentro de la OTAN, esto generaba una oportunidad de mercado que Engesa no quería desaprovechar, pero había un problema: la firma no estaba familiarizada con el desarrollo y la fabricación de tanques y/o vehículos militares desde 0, sus diseños insignia eran mejoras hechas a vehículos militares existentes, como resultado de esa inexperiencia, Engesa no sabía que el mercado de los carros de combate no premia la calidad del tanque o el prestigio del fabricante, sino la influencia de los países fabricantes y la presión que estos pueden generar en los países compradores. 
De todas formas, la firma brasileña decidió arriesgarse y destinó todos sus recursos al proyecto Osório.

## Principios del proyecto
El principio del proyecto era diseñar un carro de combate que se ajustara los parámetros requeridos por el Ejército Brasileño, los cuales eran un vehículo que no sobrepasara las 36 toneladas de peso y con un ancho de 3,20 metros, la idea inicial fue comprar un desarrollo extranjero, porque como ya se mencionó, la empresa no estaba familiarizada con ese tipo de proyectos: el personal era insuficiente, así que no se podía orientar personal al proyecto y no habían líneas de montaje disponibles. 

### Búsqueda de colaboración extranjera
El primer contacto fue con la empresa ThyssenKrupp de Alemania que ofrecía su proyecto Leopard 3, pero en la reunión que sostuvo Engesa con la empresa alemana no se llegó a ningún acuerdo, ya que los alemanes presentaron al TH-301 que estaba basado en el Marder y fue usado para el desarrollo del Tanque Argentino Mediano, con eso no había posibilidad de competir contra tanques como el M1 Abrams, el AMX-40 o el Challenger 1 y la firma alemana se cerró sólo a esa oferta. 
El segundo contacto fue otra empresa alemana: Porsche, que mostraba un alto interés en lo pretendido por Engesa, a su vez la firma brasileña aceptó la propuesta de Porsche por la histórica y excelente reputación de la empresa en el desarrollo de carros de combate, sin embargo el gobierno alemán no autorizó la participación de Porsche en el proyecto.

### Decisión tomada: diseño autónomo
Con este nuevo revés, Engesa tomaría la decisión que le llevaría a la ruina: realizar el proyecto de forma autónoma, esto hizo que los proyectos de blindados sobre ruedas de la empresa, que tenían una gran reputación y un mercado estable y asegurado pasaran a un segundo plano y que todos los recursos financieros, tecnológicos y de marketing se concentraran exclusivamente en el desarrollo del Osório. El nombre Osório fue escogido en honor de Manuel Luis Osório, patrono del arma de caballería del Ejército Brasileño, se había planteado la posibilidad de ponerle al tanque “Caxias” (patrona del Ejército Brasileño) pero al final este nombre no se eligió por cuestiones de pronunciación. 

## Desarrollo

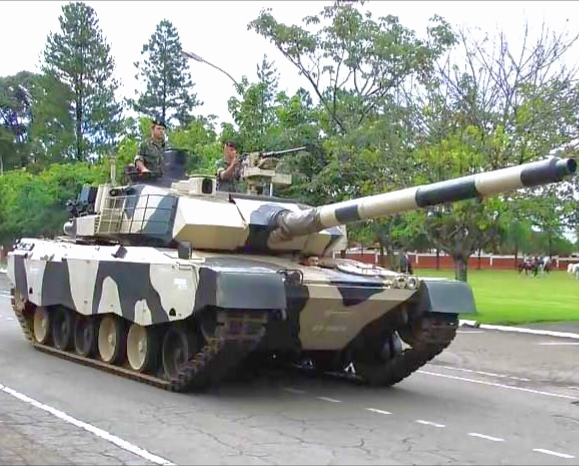
EE-T2 Osório durante un desfile militar

El desarrollo comenzó en 1982 y el primer prototipo fue terminado en 1985. La tripulación constaba de 4 miembros: comandante, artillero, cargador y conductor, el comandante se sentaba a derecha, la torreta era de 3 hombres: el cargador se ubicaba arriba a la izquierda, detrás del comandante, el conductor y el artillero.
El tanque fue diseñado a través de un software tipo CAD/CAM (diseño y fabricación asistida por ordenador) lo que supuso una revolución en aquel momento, fue una ayuda enorme el uso de la tecnología en el diseño ya que se había fijado un plazo de 1 año para la fabricación de los prototipos.
En 1983 se construyó un modelo a escala real del tanque y poco después el primer chasis, como una medida para ahorrar tiempo, el chasis estaba formado por un monobloque, constaba de una hoja de metal con ángulos de incidiencia y una silueta baja, esto tenía como propósito brindar una protección efectiva contra los tipos de munición APDS y APFSDS.
La construcción de las torres se designó, bajo supervisión de ingenieros brasileños, a la compañía británica Vickers Defence System, la torre era similar a la del Vickers Mk 7.
Para mediados del 83 estaba construido el primer prototipo y en 1984 ya estaba construido el segundo prototipo, mientras llegaban las torres se aprovechó el tiempo para probar el chasis y ajustar la suspensión hidroneumática. Se logró respetar el ancho, no así el peso, que se incrementó de las 36 toneladas requeridas a 43 toneladas, pero el aumento del peso del tanque no tuvo consecuencias negativas ya que podía ser transportado sin inconvenientes por camiones, ferrocarril, los aviones de transporte de la época, de hecho el tanque fue diseñado para ser utilizado en infraestructuras menos desarrolladas.
El tanque mantenía el diseño convencional de la época: el motor y la transmisión se ubicaban en la parte de atrás, tripulación de 4 miembros separada del motor y la transmisión, se incluyó un sistema de extinción de incendios fabricado por la compañía belga Cockerill, este era muro estructural con un aislamiento térmico-acústico.
En 1985 se incorpora la torre con el cañón de 105 mm y en 1986 se incorpora la torre con el cañón de 120 mm.
En 1987 el Osório definitivo ya estaba listo.

## Características

#### Movilidad estratégica
El tanque podía ser transportado por camiones, ferrocarriles y por aviones de transporte como el C-5 Galaxy o el An-124 también podía ser transportado por lanchas de desembarco mecanizadas (LCM) o por lanchas de desembarco aerodeslizantes (LCAC), Pero este no podía ser transportado por helicóptero. 

#### Movilidad operativa
Utilizaba el motor modelo V-12 TBD 234 de la empresa MWM. 
El motor usaba combustible diésel y la capacidad de combustible del tanque era de 1354 litros, el consumo sobre carretera era de 2,46 L/km, a su vez el tanque contaba con una Unidad Auxiliar de Potencia (APU).
El motor se encontraba en un solo bloque junto con la transmisión.
La autonomía del tanque era de 550 km y la velocidad máxima era de 77 km/h, no contaba con tanques externos auxiliares.

#### Movilidad táctica
La potencia del motor era de 1014 cv, la relación potencia/ peso era de entre 23,58 cv/t a 26, 07 cv/t, dependiendo de la variante. 
El espacio entre el suelo y el chasis era de 0.46 metros, el cruce de fosos era de 3 metros, la escalada de 1.15 metros, la subida era del 60%, la inclinación lateral era del 40%, podía vadear profundidades de 1.2 metros sin preparación y de 2 metros con preparación pero carecía de capacidad de buceo, la presión sobre el suelo era de entre 0,77 Kg/cm² a 0,85 Kg/cm² dependiendo de la variante.

#### Transmisión
Se usó el modelo ZF LSG3000, de la empresa ZF Friedrichshafen. 

#### Suspensión
Se escogió la suspensión hidroneumática fabricada por Dunlop, igual a la montada en el Challenger 1 sólo que sin control sobre ejes, la elección de la suspensión hidroneumática otorgaba varios beneficios: silueta más baja, mejor rendimiento en terrenos irregulares, mayor facilidad de mantenimiento y mayor comodidad de la tripulación al minimizar los movimientos y el esfuerzo realizado.

#### Juego de orugas y tracción
Las orugas eran fabricadas por la empresa alemana Diehl, tomadas del Leopard 2, tenían 92 zapatos de acero, la rueda guía estaba detrás y el volante hacia adelante, las 6 ruedas de apoyo eran de 2 conjuntos, uno en cada lado, fabricadas con acero de alta resistencia, los 6 rodillos de apoyo, 3 a cada lado, estaban ocultas en los faldones del tanque.

#### Blindaje
El blindaje era de tipo cerámico junto con elementos como aluminio, acero y fibra de carbono, similar al blindaje Chobham británico se usó en el arco frontal del chasis y la torre, para el resto del tanque se usaría el blindaje bimetálico mejorado, igual al usado en el EE-09 Cascavel y en el EE-11 Urutu, la armadura del tanque era diferenciada, frontalmente el casco del tanque tenía partes oblicuas, para aumentar el nivel de protección del tanque, la parte frontal superior se ubicó de forma casi horizontal, entrando en contacto con la lámina inferior inclinada, según varias estimaciones, el Osório podía resistir el impacto frontal de cualquier tipo de proyectil existente en los años 80, en este punto hay cierta polémica puesto que no llega a encajar del todo que un tanque de 4 tripulantes de 43 toneladas de peso sea capaz de resistir el impacto de todo tipo de proyectiles hasta los introducidos en 1986, es más probable que resistiera sin problema alguno los disparos de cañones como el  D-10T montado en el T-55, el Royal Ordnance L7 de 105 mm montado en varios modelos de tanques occidentales o el U-5TS montado en el T-62. El cuerpo del tanque era similar a los demás tanques existentes, como medio de protección extra en los laterales del tanque, se montó en forma de pantallas más piezas de blindaje.

#### EE-T1
Estaba armado con un cañón Royal Ordnance L7 calibre 105 mm, el armamento secundario eran 2 ametralladoras FN MAG calibre 7,62 mm, una era coaxial y otra antiaérea, además de llevar 12 tubos lanzagranadas de 66 mm, 6 a cada lado de la torreta. 
Llevaba un total de 45 rondas, 16 listas para el cañón principal y 29 de reserva, que eran municiones de tipo APDS, APFSDS, HEAT,  HESH o HE y las ametralladoras tenían un total de 5000 cartuchos cada una. 

#### EE-T2
Resumen técnico
Estaba armado con el cañón GIAT G1 calibre 120 mm, el armamento secundario era un cañón de cadena EX-34 calibre 7,62 mm coaxial, similar al montado en el Challenger 2 y el FV510 Warrior ingleses y una ametralladora Browning M2 antiaérea, contaba con 12 tubos lanzagranadas de humo fijos de calibre 66 mm, 6 a cada lado de la torreta.
Llevaba un total de 38 rondas, de 12 a 14 para el cañón principal y de 24 a 26 de reserva que eran de tipo APFSDS y HEAT, el cañón de cadena coaxial disponía de 5000 cartuchos y la ametralladora antiaérea de 600 cartuchos. El hecho que apenas llevara 38 rondas en total era debido al menor tamaño del tanque en comparación con los otros tanques de la época.
El EE-T2 estaba destinado a la competencia en Arabia y también a cualquier cliente extranjero interesado, por ello se tornó una necesidad urgente montar un cañón de 120 mm, las 3 opciones de armamento principal disponibles en aquel momento para el EE-T2 eran las siguientes: 
- El cañón inglés de ánima rayada L11 calibre 120 mm montado en el Challenger 1, era la opción principal, sin embargo no fue escogido debido a que el retroceso del cañón no era compatible con un tanque de 43 toneladas.[8]
- El cañón alemán Rheinmetall L/44, montado en tanques como el Leopard 2 el M1 Abrams o el C1 Ariete, no fue elegido debido a los anteriores vetos del Gobierno alemán en el proyecto de colaboración con Porsche.[8]

- El cañón francés GIAT G1 L/52.

Por mero descarte el cañón elegido fue el modelo francés. 
Se propuso una tercera variante que iba a montar el cañón 2A46 de calibre 125 mm pero nunca fue construida.
Ambas variantes tenían el cañón principal estabilizado, lo que les permitía disparar en movimiento.
La munición se almacenaba en la parte posterior de la torre, para protección de la tripulación se incorporó una puerta blindada, solo el cargador del tanque tenía control de esa puerta, la parte superior de esa zona se construyó con una chapa más fina, esto con el objetivo de que en caso de detonación en la munición, la explosión se canalizara hacia arriba, fuera del tanque.

#### EE-T1
Se adoptaron periscopios de origen belga, de la marca OLP, el modelo LRS-5DN, el tanque contaba con 5 periscopios equipados con visión nocturna y el artillero contaba con el modelo LRS-5DNLC, a su vez el tanque estaba equipado con un telémetro láser y una computadora de tiro. Una de las características más particulares del tanque y que representaba en aquel momento una innovación era la conexión de los espejos de forma mecánica en el cañón, esto tenía como objetivo transmitir la situación a los equipos ópticos del tanque. Los visores estaban estabilizados.

#### EE-T2
Los visores eran de la marca SFIM de Francia, el modelo utilizado era el VS580-10 VICAS, estos estaban equipados con un telémetro láser y visión nocturna, el comandante del tanque contaba con un visor panorámico termal de 360° UA 9090 Philips fabricados en los Países Bajos, a su vez contaba con recursos iguales a los del artillero del tanque, estos visores se complementaban con otro visor panorámico de tiro nocturno que eran fabricados por Phillips y con monitores de televisión para el comandante y el artillero. El sistema de visión de tiro nocturno y de designación de tiro empleaban los recursos del espectro infrarrojo (IR) y sistemas de visualización diferentes para el comandante y el artillero. Los espejos de los visores se estabilizaron con una precisión de 0,2 milésimas. El visor termal era compartido por el comandante y el artillero, sin embargo este visor estaba separado del visor del artillero (generalmente el visor termal está incorporado en el visor del artillero), de todos modos la configuración de visor compartido se corresponde con el estándar OTAN, la única desventaja era que la operatividad nocturna estaba más limitada, pero se compensaba con un mayor alcance de visión y detección de objetivos, por lo tanto la limitación de operatividad nocturna no representaba un problema grave.
El tanque contaba con equipo de telecomunicaciones, pero carecía de sistemas de navegación y otros implementos tecnológicos.

#### Sistema de control de tiro
El sistema de control de tiro era el “Centaur I” de procedencia inglesa, fabricado por Marconi Command and Control Systems el sistema estaba centralizado en un microordenador de 16 bits, en efectos prácticos, el microordenador era el cerebro del tanque. A través de sensores, este microordenador procesaba la información recibida (factores balísticos), por ejemplo: munición a emplear, dirección e intensidad del viento, pendiente lateral del tanque, distancia y velocidad del objetivo enganchado o el desgaste del ánima del cañón. El sistema permitía una gran precisión de tiro en movimiento y la participación simultánea de múltiples objetivos. Como dato que refleja la eficacia de los sistemas montados en el tanque, el EE-T2 tenía una probabilidad del 80% de acertar disparando contra objetivos en movimiento situados a 2000 metros.
Gran parte del sistema de control de tiro usado en el Osório (incluyendo el microordenador y los periscopios) fueron usados en el Vickers Mark 7, lo que contribuyó al posterior desarrollo del Challenger 2.
La otra característica particular del Osório fue la instalación de una ventana de coincidencia   la función de esta ventana era que se efectuase el disparo solo cuando la alineación de los periscopios y el cañón fuera coincidente. 
Con esto lo que se buscaba era asegurar un alto índice de aciertos al primer disparo,  otorgándole una ventaja ofensiva considerable, estas características no tenían equivalente en América Latina. 
El funcionamiento de estos factores se explica de la siguiente forma: “El comandante, a través de la cámara panorámica vigilaba el campo de batalla, al detectar un objetivo apretaba un botón, con esa acción tomaba el control de la torre, accionaba el telémetro láser y entregaba el objetivo al artillero, con esta acción el artillero tenía el trabajo parcialmente hecho, solo debía disparar pero, en caso de peligro, el comandante podía efectuar el disparo”.

## Interés de Arabia
En 1984 se había completado el chasis del primer prototipo, pero no llegaban las torres, esto era un problema puesto que se iba a recibir una visita muy importante: el príncipe Abdalá bin Abdulaziz, medio hermano del rey Fahd bin Abdulaziz, como se mencionó, Engesa gozaba de una enorme reputación en el mercado del mundo árabe, por lo tanto era clave mostrar el proyecto, el príncipe visitaría a Embraer, Avibras y a Engesa. 
Para poder mostrar el vehículo se optó por poner un cañón de juguete con las características de la torre final, con la intención de mostrar como iba a terminar el proyecto, el prototipo recibió la pintura verde oliva y las insignias características del Ejército Brasileño. 
Al final la visita fue beneficiosa para la industria de defensa brasileña, el sistema Astros II de Avibras causó una gran impresión; y aunque no hubo ninguna compra de material, se firmó un acuerdo de cooperación militar entre Arabia Saudita y Brasil.

## Pruebas en Arabia

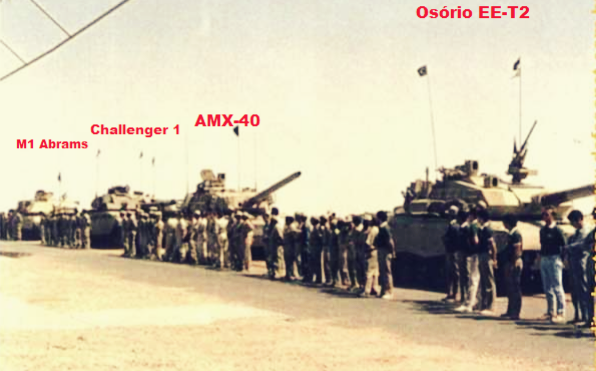
Los tanques candidatos para la competencia en Arabia, se puede apreciar a los 4 candidatos: el M1 Abrams estadounidense, el Challenger 1 inglés, el AMX-40 francés y el EE-T2 Osório brasileño

En mayo de 1985 el primer prototipo fue llevado a Ryhad, en donde se encontraría con uno de sus rivales, el Challenger 1 inglés, este envío era representativo, un símbolo de que Engesa mostraba su capacidad de completar y enviar su proyecto, mostrar que su proyecto era una realidad y que ofrecían un carro de combate de primera línea, de clase mundial, que nada tenía que envidiarle a sus rivales, es decir, el envío era un activo político de suma importancia, además que se buscaba la evaluación del carro de combate en un terreno desconocido para la empresa, al mismo tiempo el Ejército Brasileño colaboraba con el proyecto aportando ingenieros de su Centro Tecnológico (Ctex), colaborando en la promoción y avalando al tanque, requisito imprescindible para su venta. 
Para sorpresa generalizada, el carro de combate cumplió en las pruebas que le fueron realizadas, solamente se le encontraron defectos en el motor que fueron corregidos de manera oportuna. 
Luego de las primeras pruebas en Arabia, el Ejército Brasileño decidió hacer sus pruebas, estas pruebas se hicieron en el campo de pruebas de Marambai, cerca de Río de Janeiro, fueron 3269 km de los cuales 750 km fueron en dunas, esto con el fin de evaluar la movilidad del tanque, luego se probó la torre de 105 mm, para poder evaluar tanto a la torre como sus equipamientos, se realizaron en total 50 disparos. De estas pruebas surgieron dos documentos importantes, basados en el rendimiento del tanque en las pruebas, estos documentos tenían como objetivo incorporar mejorar en el tanque, estos documentos fueron el RTEX (Informe Técnico Experimental) y el TRP (Informe Técnico Operacional).
Como se mencionó, en 1986 Vickers entregó la torre de 120 mm, también se incorporaron las mejoras derivadas de la primera evaluación en Arabia y las mejoras sugeridas producto de la evaluación hecha por el Ejército Brasileño, de esta forma nació el Osório definitivo, para julio de 1987 el tanque fue sometido a pruebas simulando el ambiente saudí. Fue enviado a Arabia Saudita en 1988. 
El carro de combate EE-T2 fue evaluado para el servicio por el Ejército de Arabia Saudita, en donde le esperaban el AMX-40 francés, el M1 Abrams estadounidense, y el Challenger 1 británico, serían tripulados por militares saudíes elegidos por sorteo, las pruebas se harían en una zona desértica al sur llamada “Plaza del Vacío”, en una extensión total de 2350 km, de los cuales 1750 km fueron en terreno desértico, estas pruebas se extendieron hasta el 10 de setiembre
El desglose de las pruebas realizadas es el siguiente:
- Superar trincheras de 3 metros de ancho.

- Salidas en rampa del 65%.

- Rodar por rampas laterales del 30%.

- Pruebas de aceleración.

- Prueba de frenos.

- Prueba de giro en 180°.

- Consumo de combustible: 41,67% en terreno desértico y 29,41% en carretera pavimentada.

- Reparación e instalación de las cadenas en situación de combate, el tiempo máximo era de 30 minutos de los cuales 10 minutos debían ser destinados a la reparación de las cadenas y 20 minutos en la instalación.

- Funcionamiento del motor con el vehículo parado, el tiempo máximo era de 6 horas.

- Remolque de un carro de combate de 35 toneladas.

- Pruebas de tiro: se efectuaron un total de 149 disparos, 82 disparos en situaciones de vehículo y objetivo estático, la distancia máxima era de 4000 metros, el resto de disparos se hicieron en situaciones de vehículo estático y objetivo en movimiento; y vehículo y objetivo en movimiento, en ambas pruebas la distancia mínima era de 1500 metros y la máxima de 2500 metros.

Algunos resultados de las pruebas fueron revisados y analizados por el entonces Director Técnico de Engesa Odilon Lobo de Andrade, dichos resultados fueron publicados en un artículo realizado por el medio Hobby Noticias en el año 2002 los resultados decían lo siguiente: ... En las pruebas de tiro y autonomía el Osório superó al M1 Abrams, en las pruebas de tiro el Osório fue el único en alcanzar blancos estacionados a una distancia de 4000 metros. También se realizó un ensayo con 12 blancos en movimiento situados a distancias de 1500, 2000 y 2500 metros, de esos 12 objetivos el Osório batió a 8, el M1 Abrams a 5, el AMX-40 y el Challenger 1 solo batieron a 1 objetivo. En la prueba de la autonomía el Osório transitó una distancia en línea recta de 400 Km, dejando atrás a sus competidores.
El AMX-40 francés y el Challenger 1 inglés fueron descartados, quedando el Osório y el M1 Abrams estadounidenses en la “lista corta” como finalistas y quien saldría como el ganador por su gran robustez y fiabilidad en todas las pruebas sería el carro brasileño, el contrato por la producción de 340 modelos T2 estaba estimado en US$ 7.2 billones, el tanque iba a ser nombrado “Al Fahd” en honor al monarca saudí, una vez entrase en servicio para el Ejército de Arabia Saudita recibiría mejoras para adaptarlo al ambiente desértico saudí, se hablaba de montar una línea de producción en Arabia e incluso Engesa capacitó a militares saudíes, sin embargo Engesa no contó con algo: la influencia y la capacidad de presión de los Estados Unidos.

## La carrera en los Emiratos Árabes Unidos
Las pruebas realizadas en Arabia causaron grandes repercusiones, esto hizo qué, en 1988, los Emiratos Árabes Unidos le extendiera una invitación a Engesa para que hiciera una demostración de las capacidades del Osório.
Al igual que en las pruebas de Arabia, el Osório enfrentaría a otros tanques, se topó de nuevo con el AMX-40 francés y como rival nuevo estaba el C1 Ariete italiano, se esperaba que las pruebas ya realizadas en Arabia sirvieran como un punto de referencia para la elección del carro de combate que equiparía a los Emiratos Árabes Unidos, que buscaba el complemento y reemplazo de su flota de tanques OF-40, solo que en este caso particular no se realizarían una serie de pruebas como en Arabia, sino una carrera, que saltó a la fama como “la loca carrera en el desierto”; carrera en donde el Osório corrió.
De la carrera el medio Hobby Noticias destaca una anécdota que demostraba las excepcionales características del Osório : El tanque italiano sufrió un incendio en el motor, quedando atrapado en una duna y siendo abandonado en el desierto. A continuación, el equipo brasileño, experto en este tipo de competencias puesto que ya habían participado en pruebas similares alrededor del mundo decidió darle una mano amiga al equipo italiano ya desalentado: engancharon el tanque italiano al Osório, lo sacaron de la duna en la que se encontraba atrapado y lo remolcaron hasta los cuarteles árabes.  
Los Emiratos Árabes Unidos no hizo ningún comentario respecto a los 3 tanques participantes, postergando para un momento más oportuno una nueva serie de pruebas, en 1993 anunciaron la adquisición del AMX-56 Leclerc.

## Intromisión de los Estados Unidos y fin del proyecto
En septiembre de 1989, Arabia Saudita, en negociaciones forzadas optó por el M1 Abrams debido a presiones norteamericanas que tuvieron lugar en reuniones entre gobiernos y sólo anunció su decisión de nuevo poco después de que Irak invadiera el vecino Kuwait, lo que provocó la Guerra del Golfo, algunos analistas creen que la competencia fue una forma de presión al gobierno estadounidense, ya que después de la negativa de los alemanes para la compra de los Leopard 2, el gobierno saudí mostró interés en los M1 Abrams. 
Los cuatro únicos prototipos fueron donados al Ejército de Brasil.
Como resultado de los ingentes gastos del proyecto, que varían de acuerdo a las fuentes consultadas, la firma fabricante Engesa se declara en quiebra, disolviéndose en 1993.
El fracaso del proyecto y la consecuente desaparición de Engesa impidieron que el Ejército Brasileño contara con un carro de combate de fabricación nacional y terminaron siendo usuarios de tanques de segunda mano.
En 2002 llegó la quiebra definitiva de Engesa y de no ser por la labor una página Web y el eco de la prensa no se hubieran rescatado los prototipos, estos ahora están bajo el cuidado del Ejército Brasileño y son exhibidos como una muestra de la capacidad tecnológica brasileña. 
El fracaso del proyecto se puede achacar a diferentes causas, tanto internas como externas, ya se señalaron algunas: los gastos ingentes del proyecto sumados a la inexperiencia de Engesa en este campo, a los que se sumó el hecho de que los Estados Unidos presionara en favor de su interés: comercializar su carro de combate principal M1 Abrams en la región árabe para ganar influencia, algo similar sucedió con el Tanque Argentino Mediano, solo que con la diferencia de que el carro de combate argentino contó con el apoyo político del que careció el Osório, además la oferta estadounidense superaba a la oferta brasileña en cuanto a ofrecimiento de productos, mientras que Engesa ofrecía solamente al Osório, Estados Unidos ofrecía junto al M1 Abrams un conjunto de armamento que le interesaba a los saudíes: aviones caza, helicópteros de ataque y sobre todo las cotizadas baterías antimisiles MIM-104 Patriot, es decir, la oferta de Engesa no tenía ninguna posibilidad de competir contra una oferta unificada de la industria de defensa estadounidense, por otro lado, debido a la caída de la URSS, muchos países que formaban parte de la Unión liberaron sus excedentes de tanques soviéticos a precios bajos por la imposibilidad de mantenerlos, como consecuencia inundaron el mercado de tanques, dificultando aún más que el Osório fuera tomado en cuenta. 
La clase política brasileña del momento careció de una visión estratégica, generando desinterés y nulo apoyo al proyecto, a lo que se suma el poco interés de ayudar a Engesa cuando se vio en problemas económicos, no les importó la supervivencia ni el destino de la compañía de la misma forma que no les importó el proyecto del Osório, no se puede afirmar que la industria de defensa brasileña sea deficiente, de hecho tiene un alto prestigio puesto que han logrado sacar adelante (con el apoyo de la clase política) proyectos como el Astros II y el VBTP-MR Guarani, de haber contado Engesa con el apoyo de la clase política brasileña se habría podido sacar adelante el proyecto y Brasil tendría a su disposición un carro de combate equiparable a sus homólogos occidentales, rusos y chinos, que probablemente hubiera sido un éxito en exportaciones además de haber representado un activo político con mucho potencial y sobre todo muy aprovechable y también era una oportunidad única de elevar el prestigio de la industria de defensa de Brasil a un nivel más alto del que ya estaba, generando más beneficios económicos, pero les faltó esa ambición que sí tuvo Engesa, al final el Osório quedó en una oportunidad perdida, en lo que pudo haber sido y nunca fue, una buena idea que no pudo salir adelante por falta de apoyo, aunque a pesar de todo, el Osório, como ya se mencionó, es una prueba viviente de la capacidad tecnológica de la industria militar brasileña de aquella época.

## Un posible regreso
Por el momento se han barajado dos propuestas para retomar el proyecto del Osório, modernizarlo y producirlo, la primera salió por iniciativa del Ejército Brasileño que proponía hacer ingeniería inversa sobre uno de los prototipos conservados para modernizarlo, también proponían invertir en la creación de la infraestructura necesaria para iniciar su producción a gran escala y el montaje final, siendo encargada en ese aspecto la empresa IMBEL. La segunda iniciativa surgió en unas negociaciones de EADS con el gobierno brasileño, refundando a Engesa con el nombre de Yeshigesa, como primer proyecto de esta refundación se proponía la modernización del Osório, sin embargo ninguna de las dos propuestas ha avanzado, quedando en espera.

## Aparición en videojuegos
En 2016 a modo de homenaje, la empresa Playtronic lanzó para Android un juego en 2D llamado EE-T3 Osorio, en donde el jugador maneja una versión mejorada del EE-T1/T2, en el juego, el tanque debe enfrentarse a soldados enemigos, minas antitanque, vehículos blindados y a otros tanques mientras avanza.

## Variantes
EE-T1: Armado con el cañón Royal Ordnance L7. Armamento secundario: dos ametralladoras FN MAG, una coaxial y otra antiaérea, 12 tubos lanzagranadas de humo fijos calibre 66 mm, esta variante estaba destinada al Ejército Brasileño. 
EE-T2: Armado con el cañón GIAT G1. Armamento secundario: un cañón de cadena EX-34 coaxial calibre 7,62 mm y una ametralladora Browning M2 antiaérea, 12 tubos lanzagranadas de humo fijos calibre 66 mm, esta variante estaba destinada para la competencia en Arabia. 
Modelo propuesto armado con el cañón 2A46 (nunca construido).
Prototipo de artillería autopropulsada armado con el cañón GHN-45 calibre 155 mm (nunca construido). 
Prototipo de artillería antiaérea (nunca construido).
Prototipo de Vehículo lanzapuentes blindado (nunca construido).
Prototipo de Vehículo de ingenieros (nunca construido).

### Vehículos similares
- Leopard 1
- Leopard 2 A0, A1
- / TH-301
- TAM
- M60 Patton
- M1 Abrams
- AMX 30
- AMX-40
- T-72
- Challenger 1
- OF-40
- Tipo 74
- K1/K1A1

### Otros tanques desarrollados en América Latina
- Bernardini MB-3 Tamoyo
- TAM
- TAM 2C
- Patagón (tanque)
- // Tifon 2A

### Listas relacionadas
- Anexo:Tanques de combate principal por generación

## Videos relacionados
- Video de desfile militar en donde se exhibe al EE-T1 Ossório.

- Datos: Q955027
- Multimedia: EE-T1 Osório tanks / Q955027